# Schubkarrenprobe
Die Schubkarrenprobe (synonym Schubkarren-Fahren) ist ein neurologischer Test in der Tiermedizin, der bei kleinen und mittelgroßen Tieren angewendet werden kann. Er gehört zu den sogenannten Haltungs- und Stellungsreaktionen.

## Durchführung
Bei der Schubkarrenprobe wird das Hinterteil des zu untersuchenden Tieres angehoben, so dass die Hintergliedmaßen keinen Bodenkontakt haben, und das Tier wie eine Schubkarre vorwärts geschoben. Das Tier ist dadurch gezwungen, allein mit den Vordergliedmaßen zu laufen.
Bei normaler Reaktion hält das Tier den Kopf parallel zum Boden und reagiert auf den Vorschub mit kurzen, symmetrischen Schritten, wobei beide Vorderbeine abwechselnd eingesetzt werden.
Abweichenden Befunde sind verzögerte Schrittfolgen und Vorführphasen, Einknicken der Vorderbeine oder Überköten. Bei starker Schädigung des Halsmarks (z. B. hochgradiges Wobbler-Syndrom) wird der Kopf nach unten gebeugt und eventuell sogar auf der Nase abgestützt.

## Schubkarrenprobe mit Kopfextension
Der erweiterte Test, die Schubkarrenprobe mit Kopfextension, wird analog durchgeführt, allerdings wird der Hals nach oben gebogen. Das Tier kann dadurch seine Schrittfolgen nicht mehr optisch korrigieren, sondern ist allein auf die Eigenwahrnehmung angewiesen. Die dadurch ausgelöste erhöhte Spannung der Streckmuskeln lässt Bewegungsstörungen deutlicher zutage treten und kann Schädigungen des Großhirns aufdecken, die ohne Störungen des normalen Gangs verlaufen. Bei größeren Tieren, wo das Anheben des Hinterleibs und gleichzeitige Hochbiegen des Halses durch einen Untersucher nicht praktikabel ist, kann die Schubkarrenprobe auch mit verbundenen Augen durchgeführt werden, um die visuelle Korrektur zu unterbinden.